# Liste der Mitglieder des Provinziallandtags der Provinz Preußen (7. Sitzungsperiode)
Diese Liste nennt die Mitglieder des Provinziallandtags der Provinz Preußen in seiner 7. Sitzungsperiode.
Die 7. Sitzungsperiode wurde am 28. Februar 1841 eröffnet.
| Kurie                | Abgeordneter                                               | Anmerkung                                                            |
| -------------------- | ---------------------------------------------------------- | -------------------------------------------------------------------- |
| Ritterschaft         | Reichsburggraf Friedrich Karl Alexander Graf zu Dohna-Lauk | Majoratsherr auf Lauk                                                |
| Ritterschaft         | Wilhelm von Batocki                                        | Justizrat a. D. und Rittergutsbesitzer auf Bledau                    |
| Ritterschaft         | Kurt von Bardeleben                                        | Landrat und Rittergutsbesitzer auf Rodems                            |
| Ritterschaft         | Botho Heinrich zu Eulenburg                                | Landrat und Rittergutsbesitzer auf Wicken                            |
| Ritterschaft         | Theodor Eugen Graf von Borcke                              | Rittmeister und Rittergutsbesitzer auf Tolksdorf                     |
| Ritterschaft         | Busse                                                      | Lieutenant a. D. und Rittergutsbesitzer auf Stablack                 |
| Ritterschaft         | Johann Leopold Karl Pfeiffer                               | Landschaftsrat und Rittergutsbesitzer auf Pomedien                   |
| Ritterschaft         | Heinrich von Knobloch                                      | Rittergutsbesitzer auf Puschkeiten                                   |
| Ritterschaft         | Karl Ludwig Wilhelm Bonaventura Graf von Finckenstein      | Rittergutsbesitzer auf Jägersdorf                                    |
| Ritterschaft         | Wilhelm von Kun(e)heim                                     | Rittergutsbesitzer auf Spranden                                      |
| Ritterschaft         | Karl Ferdinand von Fabeck                                  | Landrat, Major a. D. und Rittergutsbesitzer auf Jablonken            |
| Ritterschaft         | Ludwig Otto von Meske                                      | Landschaftsrat, Rittmeister und Rittergutsbesitzer auf Frödau        |
| Ritterschaft         | Carl Heinrich Erdmann von Woisky                           | Lieutnant und Rittergutsbesitzer auf Basien                          |
| Ritterschaft         | Wilhelm Philipp Franz von Strachowski                      | Landschaftsrat und Rittergutsbesitzer auf Elditten                   |
| Ritterschaft         | Scholten                                                   | Amtmann und Rittergutsbesitzer auf Legienen                          |
| Ritterschaft         | von Knobloch                                               | Landrat und Rittergutsbesitzer auf Bansen                            |
| Ritterschaft         | Rudolf von Auerswald (bis 1842)                            | Landrat und Rittergutsbesitzer auf Plauthen                          |
| Ritterschaft         | Magnus von Brünneck                                        | Oberburggraf, Oberst a. D. und Rittergutsbesitzer auf Belschwitz     |
| Ritterschaft         | Friedrich Schimmelpfennig von der Oye                      | Kapitän, Landschaftsdirektor und Rittergutsbesitzer auf Breitenstein |
| Ritterschaft         | Friedrich Ernst Leopold Donalitius                         | Rittergutsbesitzer auf Grauden                                       |
| Ritterschaft         | Freiherr Wilhelm von Sanden                                | Rittergutsbesitzer auf Toussainen                                    |
| Ritterschaft         | Hensche                                                    | Rittergutsbesitzer auf Pogrimmen                                     |
| Ritterschaft         | Friedrich Heinrich Johann von Farenheid                    | Rittergutsbesitzer auf Angerapp                                      |
| Ritterschaft         | Albrecht                                                   | Rittergutsbesitzer auf Distelwethen                                  |
| Ritterschaft         | Ernst Friedrich Fabian von Saucken-Tarputschen             | Rittmeister a. D. und Rittergutsbesitzer auf Tarputschen             |
| Ritterschaft         | Käsewurm                                                   | Rittergutsbesitzer auf Puspern                                       |
| Ritterschaft         | Wilhelm von Simpson                                        | Rittergutsbesitzer auf Georgenburg                                   |
| Ritterschaft         | Seydel                                                     | Rittergutsbesitzer auf Lenarten                                      |
| Ritterschaft         | Julius Theodor von Mirbach                                 | Lieutnant a. D. und Rittergutsbesitzer auf Sorquitten                |
| Ritterschaft         | von Gotzkow                                                | Lieutnant a. D. und Rittergutsbesitzer auf Jakunowen                 |
| Ritterschaft         | Ludwig Christoph Blindow                                   | Landrat und Rittergutsbesitzer auf Berent                            |
| Ritterschaft         | von Kleist                                                 | Landrat und Rittergutsbesitzer auf Rheinfeldt                        |
| Ritterschaft         | Carl Stanislaus von Gralath                                | Landschaftsdirektor und Rittergutsbesitzer auf Sulmin                |
| Ritterschaft         | Alsen                                                      | Rittergutsbesitzer auf Döowshoff                                     |
| Ritterschaft         | Friedrich Eugen von Below                                  | Oberst und Rittergutsbesitzer auf Rutzau                             |
| Ritterschaft         | Leibnitz von Piwnicki                                      | Kreisdeputierter und Rittergutsbesitzer auf Klein Malsau             |
| Ritterschaft         | von Loga                                                   | Kreisdeputierter und Rittergutsbesitzer auf Wichorge                 |
| Ritterschaft         | von Wollenschläger                                         | Landschaftsdirektor und Rittergutsbesitzer auf Schönfeld             |
| Ritterschaft         | Wilhelm von Zychlinski                                     | Landrat und Rittergutsbesitzer auf Stranz                            |
| Ritterschaft         | Körner                                                     | Rittergutsbesitzer auf Damerau                                       |
| Ritterschaft         | Friedrich Brauns                                           | Landrat und Rittergutsbesitzer auf Lopatken                          |
| Ritterschaft         | Baron von Schrötter                                        | Rittergutsbesitzer und Regierungspräsident in Marienwerder           |
| Ritterschaft         | Friedrich Gottlob von Hennig                               | Rittergutsbesitzer auf Dembowaloka                                   |
| Ritterschaft         | Theodor Franz Sartorius von Schwanenfeld                   | Kreisdeputierter und Rittergutsbesitzer auf Sartowitz                |
| Ritterschaft         | Karl Joseph von Kalstein                                   | Kreisdeputierter und Rittergutsbesitzer auf Pluskowenz               |
| Städte               | Schindelmeiser                                             | Kaufmann und Obervorsteher der Kaufmannschaft in Königsberg          |
| Städte               | Georg Karl Bittrich                                        | Kaufmann und Stadtrat in Königsberg                                  |
| Städte               | Karl Ludwig Heinrich                                       | Kaufmann in Königsberg                                               |
| Städte               | Funk                                                       | Kaufmann in Memel                                                    |
| Städte               | Heinrich Barth                                             | Kaufmann in Braunsberg                                               |
| Städte               | Bürger                                                     | Bürgermeister in Saalfeldt                                           |
| Städte               | Heckert                                                    | Bürgermeister in Willenberg                                          |
| Städte               | Andreas Urra                                               | Bürgermeister in Wormditt                                            |
| Städte               | Marx                                                       | Bürgermeister in Heilsberg                                           |
| Städte               | Heinrich Karl Hagen                                        | Ratsassessor in Pillau                                               |
| Städte               | Jork                                                       | Apotheker in Gumbinnen                                               |
| Städte               | Benjamin Maurach                                           | Apotheker in Tilsit                                                  |
| Städte               | Johann Wilhelm Schlenther                                  | Ratsherr in Insterburg                                               |
| Städte               | Presting                                                   | Bürgermeister in Rastenburg                                          |
| Städte               | Heinrich Dembowski                                         | Kaufmann und Ratsherr in Angerburg                                   |
| Städte               | Joachim Heinrich von Weickmann                             | Geheimer Regierungsrat und Oberbürgermeister von Danzig              |
| Städte               | Höne                                                       | Ältester der Kaufmannschaft und Kommerzienrat in Danzig              |
| Städte               | Heinrich Burghart Abegg                                    | Ältester der Kaufmannschaft und Kommerzienrat in Danzig              |
| Städte               | Jakob van Riesen                                           | Kaufmann in Elbing                                                   |
| Städte               | August Eduard Fülborn                                      | Kaufmann Elbing                                                      |
| Städte               | Giraud                                                     | Färber in Thorn                                                      |
| Städte               | Schelski                                                   | Apotheker in Graudenz                                                |
| Städte               | Heinrich F. W. Maschke                                     | Apotheker und Ratsherr in Marienburg                                 |
| Städte               | Schröder                                                   | Kaufmann und Fabrikbesitzer in Marienwerder                          |
| Städte               | Hildebrand                                                 | Stadtverordnetenvorsteher in Dirschau                                |
| Städte               | Kann                                                       | Bürgermeister in Culmsee                                             |
| Städte               | Münzer                                                     | Bürgermeister in Flatow                                              |
| Städte               | Dihrberg                                                   | Apotheker in Jastrow                                                 |
| andere Grundbesitzer | Przyborowski                                               | Gutsbesitzer in Perwissau                                            |
| andere Grundbesitzer | Scharfenort                                                | Gutsbesitzer in Rothenen                                             |
| andere Grundbesitzer | Wilhelm Hermann Kelch                                      | Gutsbesitzer auf Pilwen                                              |
| andere Grundbesitzer | Dr. med. Hermann Otto Unruh                                | General-Landschaftsrat und Gutsbesitzer auf Plibischken              |
| andere Grundbesitzer | Ebel                                                       | Erbpachtsgutsbesitzer in Schwenkendorf                               |
| andere Grundbesitzer | Schickert                                                  | Erbpachtsgutsbesitzer zu Vorwerk Willenberg                          |
| andere Grundbesitzer | Teschner                                                   | Landgeschworener und köllmischer Gutsbesitzer zu Glottau             |
| andere Grundbesitzer | Herrmann                                                   | Landgeschworener und köllmischer Gutsbesitzer in Schönelde           |
| andere Grundbesitzer | Riebold                                                    | Grundbesitzer zu Kanitzken                                           |
| andere Grundbesitzer | Borck                                                      | köllmischer Gutsbesitzer zu Madewald                                 |
| andere Grundbesitzer | Tortilovius                                                | Gutsbesitzer in Kallwellen                                           |
| andere Grundbesitzer | Beyer                                                      | Gutsbesitzer in Spittkehnen                                          |
| andere Grundbesitzer | Wittke                                                     | Gutsbesitzer in Tarpupöhnen                                          |
| andere Grundbesitzer | Purwin                                                     | Landgeschworener und Gutsbesitzer in Trossen                         |
| andere Grundbesitzer | Gottlob Czieslick                                          | köllmischer Gutsbesitzer in Kukowken                                 |
| andere Grundbesitzer | Schmidt                                                    | Oberschulz und Gutsbesitzer in Ober-Krebswalde                       |
| andere Grundbesitzer | Konopacky                                                  | Vorwerksbesitzer in Szardau                                          |
| andere Grundbesitzer | Hein                                                       | Oberschulz und Hofbesitzer in Praust                                 |
| andere Grundbesitzer | Moritz von Lavergne-Peguilhen                              | Gutsbesitzer auf Mirau                                               |
| andere Grundbesitzer | Semerau                                                    | Freischulz und Grundbesitzer zu Lichtenhagen                         |
| andere Grundbesitzer | Kubik                                                      | Erbpachtsgutsbesitzer in Sezychowo                                   |
| andere Grundbesitzer | von Kries                                                  | Amtsrat und Domainenpächter zu Ostrowitt                             |